# Zempin
Zempin es un municipio situado en el distrito de Pomerania Occidental-Greifswald, en el estado federado de Mecklemburgo-Pomerania Occidental (Alemania). Tiene una población estimada, a fines de 2022, de 961 habitantes.
Forma parte de la mancomunidad de municipios (amt) de Usedom-Süd.
La localidad, mencionada por primera vez en documentos del año 1571, es el balneario más pequeño de la isla de Usedom. Está ubicada en el centro de la isla, en la zona más estrecha de su territorio.